# Sheikh Fattelal
Sheikh Fattelal (auch genannt: Sahebmama Fattelal, alternative Schreibweise Fatehlal; Marathi: शेख फत्तेलाल Śekh Phattelāl; * 20. Oktober 1897 in Kagal, Kolhapur; † 24. Januar 1964 in Bombay, Maharashtra) war ein indischer Kameramann, Filmregisseur, Szenenbildner und Filmproduzent.

## Leben
Er wurde mit dem Namen Yashin Mistri als Sohn eines Steinmetz im Fürstenstaat Kolhapur geboren. Eine künstlerische Ausbildung absolvierte er bei Abalal Rehman in Kolhapur. 1918 war Fattelal Mitgründer der Maharashtra Film Company. Von Beginn an war er dort für Baburao Painter als All-Round-Techniker tätig, meist als Kameramann. Zu seinen Kollegen gehörte Vishnupant Damle, mit dem Fattelal bis zu dessen Tod eng zusammenarbeitete. Gemeinsam hatten sie 1928 ihr Regiedebüt mit dem Film Maharathi Karna.
1929 verließ Fattelal die Maharashtra Film Company und gründete mit Damle, V. Shantaram, Keshavrao Dhaiber und Sitarampant Kulkarni die Prabhat Film Company. Dort war er als Leiter der Szenenbildabteilung für die Sets der Filme Shantarams mit meist großen Palästen im neoklassischen Dekor verantwortlich, gelegentlich trat er auch als Produzent auf.
Als Regisseur schuf Fattelal bei Prabhat mit Damle „Heiligen“-Filme, wie Sant Tukaram (1936), der auch auf dem Filmfestival in Venedig gezeigt wurde und dort eine besondere Erwähnung erhielt. Nach Damles Tod 1945 produzierte er noch einen Film und führte bei zwei weiteren Regie. Nach 1956 zog er sich aus dem Filmgeschäft zurück.

## Filmografie
Die Filmografie ist – wie auch die anderen Informationen dieses Artikels – nach allen in der Encyclopaedia of Indian Cinema von Ashish Rajadhyaksha und Paul Willemen auffindbaren Daten zusammengestellt. Sie ist nicht vollständig.
als Kameramann
- 1920: Sairandhri
- 1923: Sinhagad
- 1924: Sati Padmini
- 1924: Kalyan Khajina
- 1925: Savkari Pash
- 1929: Gopal Krishna
- 1930: Udaykal

als Regisseur
- 1928: Maharathi Karna
- 1936: Sant Tukaram
- 1938: Gopal Krishna
- 1940: Sant Dnyaneshwar
- 1941: Sant Sakhu
- 1955: Jagadguru Shankaracharya
- 1956: Ayodhyapati

als Szenenbildner
- 1932: Jalti Nishani/Agnikankan
- 1932: Ayodhyecha Raja/Ayodhya Ka Raja
- 1932: Maya Machhindra
- 1934: Amritmanthan
- 1936: Amar Jyoti
- 1937: Kunku/Duniya Na Mane
- 1938: Mazha Mulga/Mera Ladka
- 1939: Manoos/Admi
- 1941: Shejari/Padosi
- 1944: Ramshastri

als Produzent
- 1937: Kunku/Duniya Na Mane